# Гриценківська сільська рада
Грице́нківська сільська́ ра́да — адміністративно-територіальна одиниця та орган місцевого самоврядування у Красилівському районі Хмельницької області. Адміністративний центр — село Гриценки.

## Загальні відомості
- Територія ради: 34,045 км²
- Населення ради: 946 осіб (станом на 2001 рік)
- Територією ради протікає річка Ікопоть

## Населені пункти
Сільській раді були підпорядковані населені пункти:
- с. Гриценки
- с. Тріски
- с. Якимівці
- с. Юзіно

## Склад ради
Рада складалася з 12 депутатів та голови.
- Голова ради: Куклінський Леонід Едуардович
- Секретар ради: Поцілуйко Галина Василівна

### Керівний склад попередніх скликань
| Прізвище, ім'я, по батькові   | Основні відомості                                                         | Дата обрання | Дата звільнення |
| ----------------------------- | ------------------------------------------------------------------------- | ------------ | --------------- |
| Костюк Михайло Михайлович     | Сільський голова, 1947 року народження, член Народної партії              | 26.03.2006   | 31.10.2010      |
| Куклінський Леонід Едуардович | Сільський голова, 1963 року народження, освіта вища, член Партії регіонів | 31.10.2010   |                 |

Примітка: таблиця складена за даними сайту Верховної Ради України

### Депутати
За результатами місцевих виборів 2010 року депутатами ради стали:

#### За суб'єктами висування
| Суб'єкт висування | Кількість обраних депутатів | %    |
| ----------------- | --------------------------- | ---- |
| Народна партія    | 4                           | 33,3 |
| Партія регіонів   | 4                           | 33,3 |
| Самовисування     | 4                           | 33,3 |

#### За округами
| № округу        | Прізвище, ім'я, по батькові      | Дата визнання обраним | Освіта             | Партійна приналежність                        | Відомості про обраного депутата                       |
| --------------- | -------------------------------- | --------------------- | ------------------ | --------------------------------------------- | ----------------------------------------------------- |
| Народна Партія  |                                  |                       |                    |                                               |                                                       |
| 2               | Панчук Валентина Миколаївна      | 01.11.2010            | середня            | член Народної партії                          | тимчасово не працює                                   |
| 3               | Мацюк Ольга Іванівна             | 01.11.2010            | вища               | член Народної партії                          | загальноосвітня школа І-ІІ ст. с. Якимівці, вчитель   |
| 8               | Вовк Володимир Петрович          | 01.11.2010            | середня            | член Народної партії                          | ВАСТ «Антонінське», завідувач ферми                   |
| 9               | Коваль Віта Леонідівна           | 01.11.2010            | середня            | член Народної партії                          | ВАСТ «Антонінське», доярка                            |
| Партія регіонів |                                  |                       |                    |                                               |                                                       |
| 6               | Іванчук Валентин Вікторович      | 01.11.2010            | середня            | позапартійний                                 | фермерське господарство «Деметра -Агро», шофер        |
| 7               | Молодецький Віктор Станіславович | 01.11.2010            | середня            | позапартійний                                 | тимчасово не працює                                   |
| 10              | Поцілуйко Галина Василівна       | 01.11.2010            | середня спеціальна | позапартійна                                  | Гриценківська сільська рада, секретар                 |
| 12              | Онисько Антоніна Георгіївна      | 01.11.2010            | середня            | позапартійна                                  | Якимівський сільський будинок культури, директор      |
| Самовисування   |                                  |                       |                    |                                               |                                                       |
| 1               | Остапчук Галина Степанівна       | 01.11.2010            | середня спеціальна | позапартійна                                  | Сільськогосподарський кооператив «Ікопоть», бухгалтер |
| 4               | Паляниця Олександр Васильович    | 01.11.2010            | середня            | член Всеукраїнського об'єднання «Батьківщина» | фермерське господарство «Деметра -Агро», охоронець    |
| 5               | Слободянюк Людмила Євгенівна     | 01.11.2010            | середня            | позапартійна                                  | Якимівське відділення зв'язку, листоноша              |
| 11              | Прокопчук Любов Василівна        | 01.11.2010            | середня            | позапартійна                                  | СТОВ «Довіра», обліковець                             |